# Округ Асеншон (Луизијана)
Асеншон (енгл. Ascension Parish) је округ у америчкој савезној држави Луизијана.

## Демографија
По попису из 2010. године број становника је 107.215, што је 30.588 (39,9%) становника више него 2000. године.
| Група             | 2000.          | 2010.          |
| Белци             | 58.378 (76,2%) | 75.949 (70,8%) |
| Афроамериканци    | 15.539 (20,3%) | 23.846 (22,2%) |
| Азијати           | 258 (0,3%)     | 1.018 (0,9%)   |
| Хиспаноамериканци | 1.883 (2,5%)   | 5.024 (4,7%)   |
| Укупно            | 76.627         | 107.215        |